# 石井信 (衆議院議員)
石井 信（いしい しん、1861年12月17日（文久元年11月16日）- 1923年（大正12年）4月9日）は、明治から大正期の政治家、神職。衆議院議員。旧姓・天神林。幼名・信吉。

## 経歴
出羽国雄勝郡湯沢町（秋田県雄勝郡湯沢町を経て現湯沢市）で、久保田藩士・天神林久平（儀敬）の二男として生まれ、同藩士、叔父・石井忠良の養子となる。養父の私塾・立志堂で学び、藩儒・西宮藤長に師事して漢学を修めた。1877年（明治10年）2月、養父の死去に伴い家督を相続した。
自由民権運動に加わり、武石敬治、添田飛雄太郎らと自ら学ぶ私塾・麗沢舎を設立して英語など新時代の知識を伝えた。1886年（明治19年）10月、秋田県会議員に選出され5期在任。この間、同副議長、雄勝郡会議員も務めた。遊学のため1892年（明治25年）10月に県会議員を辞職した。その後、上京して政界の名士と交流し、また金玉均への支援を行った。
1902年（明治35年）8月、第7回衆議院議員総選挙（秋田県郡部、立憲政友会）で落選したが、同年12月21日、目黒貞治の当選無効に伴い繰上補充となった。1904年（明治37年）3月、第9回総選挙でも再選され、衆議院議員に通算2期在任した。
政界引退後、雄勝郡立図書館（現:湯沢図書館）長となり、また、湯沢神明社、御嶽神社の神職を務めた。

## 国政選挙歴
- 第7回衆議院議員総選挙（秋田県郡部、1902年8月、立憲政友会）落選[5]。その後繰上補充[6]。
- 第8回衆議院議員総選挙（秋田県郡部、1903年3月、立憲政友会）落選[5]
- 第9回衆議院議員総選挙（秋田県郡部、1904年3月、立憲政友会）当選[5]
- 第10回衆議院議員総選挙（秋田県郡部、1908年5月、立憲政友会）次点落選[7]